# Julio Ramírez (beisbolista)
Julio César Ramírez Figueroa (nacido el 10 de agosto de 1977 en San Juan) es un ex jardinero central dominicano que jugó en las Grandes Ligas de Béisbol durante cinco temporadas, comenzando en 1999 con los Marlins de Florida, luego de pasar a los Medias Blancas de Chicago, Angelinos de Anaheim y por último Gigantes de San Francisco.

## Liga Dominicana
En la Liga Dominicana, Ramírez gozó de gran éxito militando para los Gigantes del Cibao. En 2004, fue elegido Jugador Más Valioso de la temporada 2003-04. En la campaña 2007-2008, Ramírez fue líder de todos los tiempos en jonrones dentro del club de los Gigantes con 28. Fue liberado por los Gigantes en septiembre de 2008.